# Gürgaletsch
Gürgaletsch är ett berg i Schweiz.   Det ligger i regionen Plessur och kantonen Graubünden, i den östra delen av landet, 160 km öster om huvudstaden Bern. Toppen på Gürgaletsch är 2 441 meter över havet, eller 145 meter över den omgivande terrängen. Bredden vid basen är 1,3 km.
Terrängen runt Gürgaletsch är huvudsakligen bergig, men åt sydost är den kuperad. Närmaste större samhälle är Chur, 7,0 km nordväst om Gürgaletsch. 
Trakten runt Gürgaletsch består i huvudsak av gräsmarker. Runt Gürgaletsch är det glesbefolkat, med 16 invånare per kvadratkilometer.